# مهمة مستحيلة (سلسلة أفلام)
مهمة مستحيلة (بالإنجليزية: Mission: Impossible)‏ هي سلسلة أفلام أكشن تجسس إثارة أمريكية قصتها مبينة على مسلسل مهمة مستحيلة عام 1966، وهذه الأفلام كانت من بطولة وإنتاج الممثل الأمريكي المشهور توم كروز الذي مثل دور العميل إيثان هانت.
تم البدء بإنتاج سلسلة الأفلام في سنة 1996 وقد تم إنتاج 6 أفلام لغاية الآن، الأول هو مهمة المستحيلة في سنة 1996 والثاني هو مهمة مستحيلة 2 في سنة 2000 والثالث هو مهمة مستحيلة 3 في سنة 2006 والرابع هو مهمة: مستحيلة - بروتوكول الشبح في 2011 والخامس هو مهمة مستحيلة: أمة منشقة في 2015 وتم إنتاج مهمة مستحيلة: سقوط في 2018، سلسلة الأفلام هذه تحتل المركز ال17 من حيث أكثر سلسلات الأفلام أرباحاً في تاريخ السينما.

## السلسلة

### مهمة مستحيلة (1996)

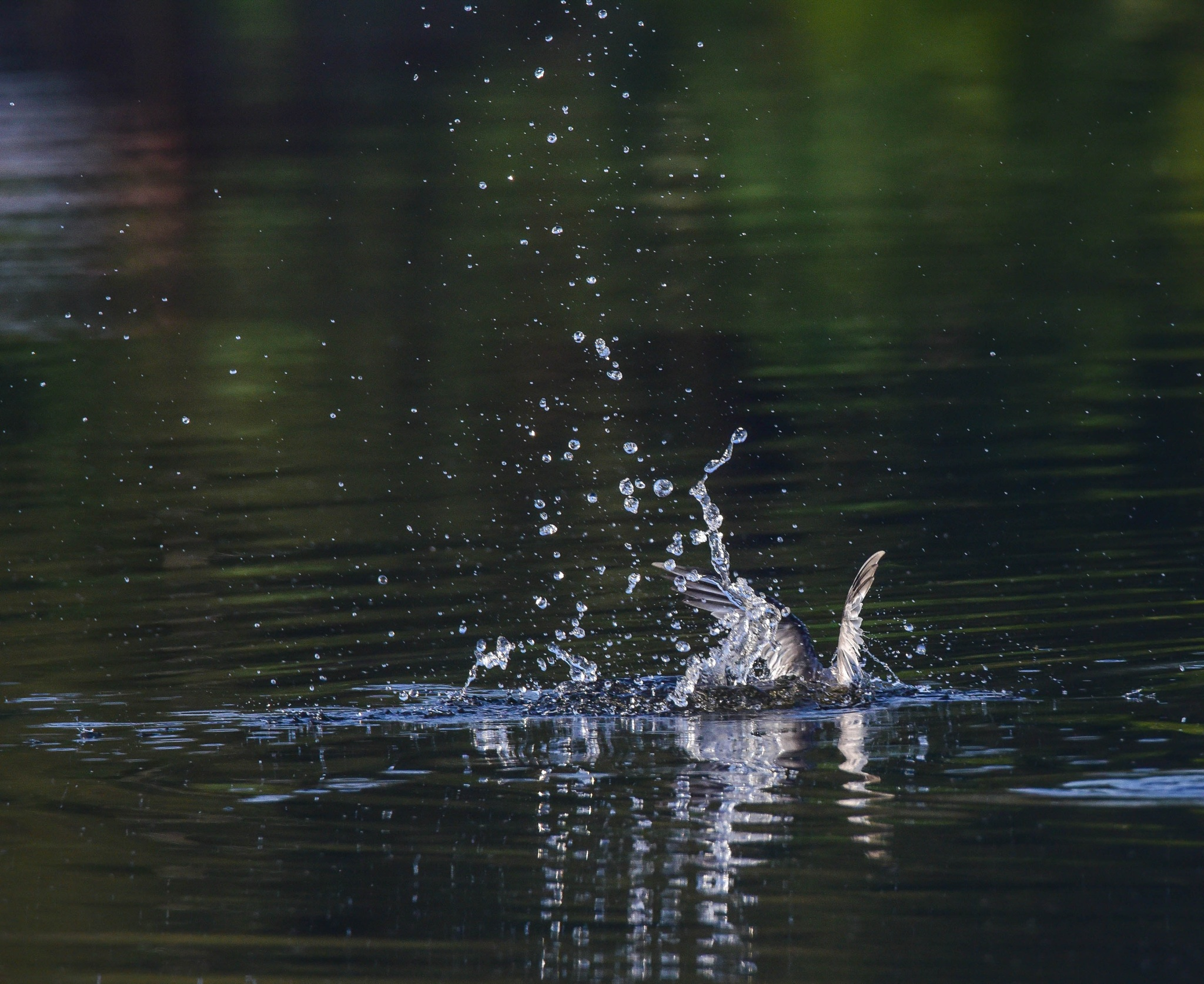
ملصق فيلم مهمة مستحيلة

يتم إرسال إيثان هانت إلى مدينة براغ، لأداء مهمة لكنها تفشل المهمة المخطط لها ولا ينجو من المهمة سوى إيثان هانت، بدأ مدير الوكالة الشك في إيثان بأنه السبب الرئيسي لفشل هذه المهمة، يتوجه إيثان نحو إثبات براءته بمختلف الطرق والأساليب الممكنة واكتشاف المتورط الحقيقي في الإيقاع بهم وإفشال المهمة.

### مهمة مستحيلة 2 (2000)

ملصق فيلم مهمة مستحيلة 2

يتم إرسال إيثان هانت في مهمة جديدة للعثور على عينات من فيروس جيني خطير لتدميرها قبل أن تتسبب في تدمير حياة ملايين البشر. لكن مهمة إيثان تتحول إلى مهمة مستحيلة عندما يكتشف إنه ليس الشخص الوحيد الذي يسعى للعثور على مصل الفيروس، حيث يدخل في صراع مع عصابة إرهابية تحت قيادة عميل سابق. يكتشف إيثان إن زعيم العصابة نجح بالفعل في الحصول على علاج المرض الخطير ويحاول الحصول على عينات المرض ليبدأ في تنفيذ خطته بنشر المرض في جميع أنحاء العالم. ويستعين إيثان باللصة المحترفة (نياه) لمساعدته في استرجاع المصل والفيروس، إلا أنه سرعان ما يقع في حبها، يسعى إيثان لإنقاذ حبيبته من موتٍ محتم بعد أن تصاب بالفيروس؛ في الوقت الذي يتوجب عليه إفشال مخطط آمبروز.

### مهمة مستحيلة 3 (2006)

ملصق مهمة مستحيلة 3.

تقاعد إيثان هانت من الخدمة وأبتدأ تدريب الجواسيس الجدد على العمل ولكن السلطات العليا تعود وتستدعيه للخدمة مرّة أخرى وذلك لظهور مجرم عنيف يدعى أوين دافين يتاجر في الأسلحة والمعلومات ولا يردعه أي أحد أو أي شيء فيقوم إيثان بجمع فريق عمل لمواجهة هذا المجرم مكوّن من صديقه القديم لوثر وثلاثة أخرون من الجواسيس الذين كان يدربهم وينطلقون في رحلة تمر بعدّة دول في مطاردة دافين والذي ما أن يعلم بأن إيثان يطارده حتى يقوم بخطف حبيبته وحجزها عنده وهنا تصبح الأمور شخصية ويقرر إيثان إنقاذ حبيبته بأي ثمن والانتقام لها بالقضاء على هذا المشرف

### مهمة مستحيلة: بروتوكول الشبح (2011)

ملصق مهمة مستحيلة: بروتوكول الشبح.

قصة الفيلم الرئيسية تدور حول إخراج ايثان هانت (توم كروز) من سجن في موسكو للحصول على اسرار نووية من الكرملين، وعالم نووي سويدي يريد سرقة أسرار نووية من الكرملين في موسكو مع شيفرات أخرى، ثم يريد السيطرة على قمر صناعي في الهند وكل ذلك بهدف اشعال حرب نووية. ينجح هندريكس بالحصول على الاسرار من الكرملين ويفجره فيبدأ ايثان بملاحقته إلى دبي لمنعه من أخذ كودات نووية محددة لكنه بفشل أيضاً عندها يلاحقه إلى الهند لمنعه من السيطرة على القمر الصناعي لكن هندريكس يسبقه ويطلق صاروخ نووي عندها يتدخل ايثان ويلاحقه ويتمكن باللحظة الأخيرة من ايقاف انفجار المادة النووية في الصاروخ.

### مهمة مستحيلة: أمة مارقة (2015)

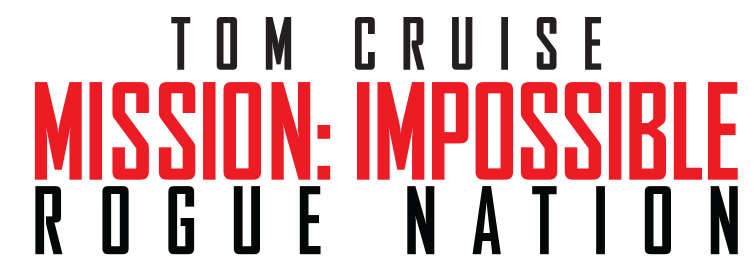
ملصق مهمة مستحيلة: أمة مارقة.

بعد حل وحدة المهام المستحيلة (IMF) يجد العميل إيثان هانت نفسه بمفرده، بينما يواجه فريقه شبكة خاصة من العملاء ذوي المهارات العالية تحمل اسم النقابة، حيث تضم أفرادًا على أعلى تدريب يسعون لتكوين نظام عالمي جديد أيًا كان الثمن، عبر سلسلة متصاعدة من الهجمات الإرهابية. يجمع إيثان فريقًا ويوحد قواه مع العميلة السابقة إلسا فاوست (ريبيكا فيرجسون) بعد أن تبرأت منها الاستخبارات البريطانية، رغم إنها قد تكون جزءًا من تلك المجموعة المارقة، ليواجه هذا الفريق أكثر مهمة مستحيلة له على الإطلاق.

### مهمة مستحيلة: الحساب الميت (2023)
الذكاء الاصطناعي المعروف باسم "الكيان the Entity" مسؤول عن غرق الغواصة الروسية من الجيل التالي سيفاستوبول. ومنذ ذلك الحين، أصبح الكيان مارقًا ورسخ نفسه في الفضاء الإلكتروني؛ يكمن سر إيقافه أو السيطرة عليه في المفتاح الذي يجب على إيثان هانت وصندوق النقد الدولي تعقبه، حيث تتسابق مختلف القوى العالمية والقوى الشريرة للحصول على المفتاح من أجل استخدام الكيان لغرضهم الخاص.

## طاقم التمثيل
| الشخصيات        | الفيلم              | الفيلم                | الفيلم                | الفيلم                                | الفيلم                           | الفيلم                    |  |
| الشخصيات        | مهمة مستحيلة (1996) | مهمة مستحيلة 2 (2000) | مهمة مستحيلة 3 (2006) | مهمة: مستحيلة - بروتوكول الشبح (2011) | مهمة: مستحيلة - أمة منشقة (2015) | مهمة مستحيلة: سقوط (2018) |  |
| --------------- | ------------------- | --------------------- | --------------------- | ------------------------------------- | -------------------------------- | ------------------------- |  |
| إيثان هانت      | توم كروز            | توم كروز              | توم كروز              | توم كروز                              | توم كروز                         | توم كروز                  |  |
| لوثر ستيكل      | فينج راميز          | فينج راميز            | فينج راميز            | فينج راميز                            | فينج راميز                       | فينج راميز                |  |
| جيم فيلبس       | جون فويت            |                       |                       |                                       |                                  |                           |  |
| كلير فيلبس      | إيمانويلي بيرت      |                       |                       |                                       |                                  |                           |  |
| يوجين كيتريدج   | هنري تشيرني         |                       |                       |                                       |                                  |                           |  |
| فرانز كريجر     | جان رينو            |                       |                       |                                       |                                  |                           |  |
| سارا دافيس      | كريستين سكوت توماس  |                       |                       |                                       |                                  |                           |  |
| ماكس            | فانيسا رديغريف      |                       |                       |                                       |                                  |                           |  |
| سين آمبروز      |                     | دوجراي سكوت           |                       |                                       |                                  |                           |  |
| أولريش          |                     | دومينيك بورسيل        |                       |                                       |                                  |                           |  |
| نياه نوردوف-هول |                     | ثاندي نيوتن           |                       |                                       |                                  |                           |  |
| هيو ستامب       |                     | ريتشارد روكسورغ       |                       |                                       |                                  |                           |  |
| بيلي بيرد       |                     | جون بولسون            |                       |                                       |                                  |                           |  |
| جون مكولي       |                     | برندان غليسون         |                       |                                       |                                  |                           |  |
| دكتور نيكورفيتش |                     | رادي سيربيدزيجا       |                       |                                       |                                  |                           |  |
| أوين دافيان     |                     |                       | فيليب سيمور هوفمان    |                                       |                                  |                           |  |
| بينجي دن        |                     |                       | سايمون بيج            | سايمون بيج                            | سايمون بيج                       | سايمون بيج                |  |
| جوليا ميد       |                     |                       | ميشيل موناغان         | ميشيل موناغان                         |                                  | ميشيل موناغان             |  |
| جون موسغراف     |                     |                       | بيلي كرودب            |                                       |                                  |                           |  |
| ديكلان غورملي   |                     |                       | جوناثان ريس مايرز     |                                       |                                  |                           |  |
| ليندسي فارس     |                     |                       | كيري رسل              |                                       |                                  |                           |  |
| زهو لي          |                     |                       | ماجي كيو              |                                       |                                  |                           |  |
| ثيودر براسل     |                     |                       | لورنس فيشبورن         |                                       |                                  |                           |  |
| ويليام براندنت  |                     |                       |                       | جيرمي رينر                            | جيرمي رينر                       |                           |  |
| جاين كارتر      |                     |                       |                       | بولا باتون                            |                                  |                           |  |
| كارت هيندركس    |                     |                       |                       | مايكل نيكفيست                         |                                  |                           |  |
| تريفر هاناواي   |                     |                       |                       | جوش هولواي                            |                                  |                           |  |
| ماريوس ويستورم  |                     |                       |                       | سامولي إدلمان                         |                                  |                           |  |
| سابين موريو     |                     |                       |                       | ليا سيدوكس                            |                                  |                           |  |
| السا فوسن       |                     |                       |                       |                                       | ريبيكا فيرغسون                   | ريبيكا فيرغسون            |  |
| سولومون لاين    |                     |                       |                       |                                       | سين هاريس                        | سين هاريس                 |  |
| جانيك فينتر     |                     |                       |                       |                                       | جينس هالتن                       |                           |  |
| آلان هانلي      |                     |                       |                       |                                       | أليك بالدوين                     | أليك بالدوين              |  |
| اوغاست واكر     |                     |                       |                       |                                       |                                  | هنري كافيل                |  |

## طاقم العمل
| السنة | الفيلم                       | المخرج             | المنتج                                           | الكاتب                                                        | الملحن       | المحرر                        | التصوير السينمائي |
| ----- | ---------------------------- | ------------------ | ------------------------------------------------ | ------------------------------------------------------------- | ------------ | ----------------------------- | ----------------- |
| 1996  | مهمة مستحيلة                 | براين دي بالما     | توم كروز بولا واغنر                              | سيناريو: ديفيد كوب، وروبرت تون قصة: ديفيد كويب، وستيفن زايلان | داني إلفمان  |                               |                   |
| 2000  | مهمة مستحيلة 2               | جون وو             | توم كروز بولا واغنر                              | سيناريو: روبرت تون قصة: رونالد مور وبرانون براجا              | هانز زيمر    | ستيفن كيمبر، وكريستيان وانغر  |                   |
| 2006  | مهمة مستحيلة 3               | جاي جاي أبرامز     | توم كروز بولا واغنر                              | أليكس كورتزمان، وروبرتو أورسي وجي جي إبرامز                   | مايكل جاكينو | ماريان براندون وماري جو ماركي | ميندلن            |
| 2011  | مهمة مستحيلة: بروتوكول الشبح | براد بيرد          | توم كروز، وجي جي إبرامز وبريان بيرك              | جوش أبيلبوم وأندريه نيميك                                     | مايكل جاكينو | بول هيرش                      | روبرت إلسويت      |
| 2015  | مهمة مستحيلة: أمة منشقة      | كريستوفر ماك كويري | توم كروز وجي جي إبرامز وبريان بارم وديفيد إليسون | سيناريو: كريستوفر ماكويري قصة: كريستوفر ماكويري ودرو بيرس     | جوي كريمر    | إيدي هاميلتون                 | روبرت إلسويت      |